# Dinailurictis bonali
Dinailurictis bonali és una espècie extinta de mamífer carnívor de la família dels nimràvids que visqué a l'Europa occidental durant l'Oligocè, fa entre 23 i 33,9 milions d'anys. Se n'han trobat restes fòssils a Espanya i França. Es tracta de l'única espècie del gènere Dinailurictis. És conegut a partir d'un parell de dents canines, una ulna, un húmer i un tros de fèmur. Tenia els ossos de les extremitats més grossos que els dels lleopards, però més petits que els dels lleons. Era de la mida d'un tigre. Atenyia 1 m d'alçada i 300 kg de pes.